# Таскожа
Таскожа́ (каз. Тасқожа) — колишнє село у складі Айтекебійського району Актюбинської області Казахстану. Входить до складу Темірбека Жургенова. Ліквідоване у 2015 році.
У радянські часи село називалось Кам'яний Кар'єр.
Населення — 76 осіб (2009; 176 в 1999).